# Forsteronia tarapotensis
Forsteronia tarapotensis är en oleanderväxtart som beskrevs av Karl Moritz Schumann och Ule, R. E.Woodson. Forsteronia tarapotensis ingår i släktet Forsteronia och familjen oleanderväxter. Inga underarter finns listade i Catalogue of Life.